# Condylostylus sinclairi
Condylostylus sinclairi är en tvåvingeart som beskrevs av Grichanov 2000. Condylostylus sinclairi ingår i släktet Condylostylus och familjen styltflugor.
Artens utbredningsområde är Namibia. Inga underarter finns listade i Catalogue of Life.